# Cangrejeros de Santurce
Los Cangrejeros de Santurce son un equipo de béisbol profesional basado en Santurce, el barrio más importante de San Juan, Puerto Rico. Formaba parte de la Puerto Rico Baseball League (la liga de béisbol más importante de Puerto Rico) desde 1939 hasta la temporada 2003-2004 y desde la temporada de 2008-2009 que tuvieron marca de 19-22 en la cuarta posición clasificando a la postemporada donde fueron eliminados en la semifinal 4-1 frente al Lobos de Arecibo. Tiene como sede el Estadio Hiram Bithorn en San Juan. Fue el primer equipo puertorriqueño en titularse campeón de una Serie del Caribe en 1951 en Caracas, entre los peloteros más reconocidos que formaron parte del equipo destaca Roberto Clemente. En noviembre de 2004 el equipo es vendido al beisbolista de las Grandes Ligas José Valentín, quien relocaliza el equipo y cambia su nombre a Atenienses de Manatí. Después de estar ausente por primera vez en más de 65 años, el equipo es trasladado nuevamente a Santurce para la temporada 2008-2009. Fue el último equipo Boricua en ganar Serie del Caribe.
Los Cangrejeros de Santurce estuvieron de vuelta a la liga en la Temporada 2012-13 Liga de Béisbol Profesional Roberto Clemente con Carlos Baerga este equipo estuvo de vuelta gracias a los fanáticos ya que pusieron mucha resistencia. El equipo estuvo varios días en el primer lugar pero no pudieron mantenerse terminaron con marca de 21-18 en la tercera posición clasificando a la postemporada donde fueron eliminados.
En la temporada 2013-14 los Cangrejeros estuvieron devuelta al su Cueva al Estadio Hiram Bithorn de San Juan ya que la temporada pasada jugaron en Juncos. Un 3 de noviembre de 2013 los Gigantes de Carolina visitaban a los Cangrejeros para el regreso a la cueva 
Juego Inaugural
Día- 3 de noviembre de 2013
Asistencia- 3,000 
Primer bateador- Shuhei Fukuda CAR
Primer Hit- Derrick Robinson SANT por Nao Higashihama
Primer Home Run- Anthony García CAR a Benigno Cepeda
Primer Ponche- Billy Hamilton SANT por Nao Higashihama
Lanzador ganador- Nao Higashihama CAR
Lanzador Perdedor- Jorge Martínez SANT
Salvamento- Daichi Hoshino CAR
Resultado- Carolina (5) , Santurce (1)
Alineaciones:
Carolina
1-Shuhei Fukuda CF
2-Enrique Hernadez 2B
3-Carlos Moncrief RF
4-Robinson Cancel IB
5-Ruben Gotay 3B
6-Jesus Feliciano LF
7-Anthony García DH
8-Juan Centeno C
9-Osvaldo Martínez SS
Santurce
1-Billy Hamilton CF
2-Derrick Robinson LF
3-Austin Wates RF
4-Jonathan Singleton IB
5-Neftalí Soto 3B
6-John Rodríguez DH
7-Christian Vazquez C
8-Jeffrey Domínguez 2B
9-Edwin Maysonet SS

## Historia
Los Cangrejeros de Santurce debutaron en la segunda temporada de la Liga de Béisbol Semiprofesional de Puerto Rico, 1939-40. Su primer dueño fue Pedrín Zorrilla y fueron dirigidos por Joshua Gibson. Arribaron en la cuarta posición en el standing con marca de 26-29.
Su primer gallardete lo conquistaron en 1950-51, producto de jonrón más famoso en la historia de nuestro béisbol, el conectado por José "Pepe" Lucas y que se conoce como "el Pepelucazo". Ha conquistado 12 campeonatos: 1950-51, 1952-53, 1954-55, 1958-59, 1961-62, 1964-65, 1966-67, 1970-71, 1972-73, 1990-91, 1992-93 y 1999-00; entre ellos cinco Series del Caribe: 1951, 1953, 1955, 1993 y 2000. De por vida, Santurce tiene marca de 2,123-1,941 en 69 temporadas jugadas y es la franquicia con más victorias en la historia de nuestro béisbol.
Entre los jugadores más destacados que han jugado o dirigido esta novena se encuentran, Willard Brown, Orlando Cepeda, Raymond Brown, Bob Thurman, Buster Clarkson, Rubén Gómez, Juan "Terín" Pizarro, Atanasio “Tony” Pérez, Alfonso Gerard, Roy Campanella, Leroy “Satchel” Paige, Joshua Gibson, Roberto Clemente, Willie Mays, Robert “Bob” Gibson, Frank Robinson, Ramón "Monchile" Concepción, Ray Dandridge, Earl Taborn, Jim Palmer, Mako Oliveras y Reggie Jackson.
También lucieron la camisa cangrejera Leon Day, Earl Weaver, Tom Lasorda, Robin Yount, Ismael Oquendo, Luis "El Tigre" Cabrera, Valmy Thomas, Juan José Beníquez, Julio Navarro, Juan "Chico" Sánchez, Herman Franks, José Antonio Pagán, Rogelio Moret, Dick Seay, James "Junior" Gilliam, Sam Jones, Don Zimmer, Ron Cey, Pedro Juan Arroyo, José "Pepe" Lucas, Vidal López, William "Papi" Figueroa, Leonardo Medina Chapman, Iván de Jesús y Elrod Hendricks, Luis Wicho Figueroa, Mike Aviles, Billy Hamilton.
De igual manera jugaron con Santurce Paul Blair, Dave May, Don Zimmer, Luis Rodríguez Olmo, Vic Harris, John Ford Smith, George Crowe, Billy Byrd, Juan "Tetelo" Vargas, Rubén Sierra, Héctor Villanueva, Martín Beltrán, Don Baylor, Bill Greason, Félix Juan Maldonado, Ramón "Mon" Hernández, Jerry Willard, Devon White, Dusty Baker, Mickey Rivers, Gilberto Rondón, Julio Cruz y Mako Oliveras. Sus partidos locales los juegan en el Estadio Hiram Bithorn.

## Títulos Obtenidos
Puerto Rico Baseball League
16 Títulos Nacionales
- 1950/1951 • 1952/1953 • 1954/1955 • 1958/1959 • 1961 /1962 • 1964/1965 • 1966/1967 • 1970/1971 • 1972 /1973 • 1990/1991 • 1992/1993 • 1999/2000 • 2014/2015 • 2015/2016 • 2018/2019 • 2019/2020

Serie del Caribe
5 Títulos del Caribe
- 1951 (Caracas · Venezuela)
- 1953 (La Habana · Cuba)
- 1955 (Caracas · Venezuela)
- 1993 (Mazatlán · México)
- 2000 (Santo Domingo · República Dominicana)

Serie Interamericana
1 Título Interamericano
- 1962 	(San Juan de Puerto Rico)